# Volker Schmidt (Fußballspieler, 1978)
Volker Schmidt (* 22. September 1978 in Hamburg) ist ein ehemaliger deutscher Fußballspieler (rechter Verteidiger) und heutiger Fußballtrainer.

## Leben
Schmidt spielte in der Jugend beim TV Jahn Wilhelmsburg und später bei der HNT Hamburg, bevor er 1991 in die Jugend des Hamburger SV wechselte. Abitur machte er am Gymnasium Süderelbe. 2002 stieg er zu den HSV-Profis auf, wurde aber dort nur sehr selten eingesetzt.
Der Höhepunkt seiner Karriere waren zunächst drei UI-Cup-Spiele im Jahr 2005. Unter Trainer Thomas Doll wurde er im Juli 2005 in den Zweitrundenspielen gegen den mazedonischen Vertreter FK Pobeda Prilep sowie in der folgenden Runde gegen União Leiria aus Portugal eingesetzt. Von der Saison 2006/07 an gehörte Schmidt ursprünglich nicht mehr zum Profikader des HSV, wurde aber aufgrund von Verletzungssorgen vor der Winterpause wieder in die Profimannschaft berufen. Am 9. Dezember 2006 gegen den 1. FC Nürnberg gab er schließlich sein Bundesligadebüt und kann zudem auf zwei weitere Einsätze gegen Alemannia Aachen und Arminia Bielefeld zurückblicken. In den UEFA-Cup Viertelfinalspielen gegen Manchester City sowie im Ligaspiel gegen den VfB Stuttgart im April 2009 stand Schmidt erneut im Profikader, wurde aber jeweils nicht eingewechselt. In der zweiten Mannschaft des HSV, die in der Regionalliga Nord spielt, war Schmidt Stammspieler und lange Zeit Mannschaftskapitän. Seit Sommer 2010 arbeitet Schmidt für die U16-Jugend des HSV als Co-Trainer, außerdem studiert er seit Herbst 2010 Sport und Mathematik auf Lehramt.

## Zitat
„Da ist noch eine echte Legende in der zweiten Mannschaft.“